# Montano Lucino
Montano Lucino là một đô thị ở tỉnh Como trong vùng Lombardia, có cự ly khoảng 35 kilômét (22 mi) về phía bắc của Milano và khoảng 5 kilômét (3 mi) về phía tây nam của Como. Tại thời điểm ngày 31 tháng 12 năm 2004, đô thị này có dân số 4.534 người và diện tích là 5,2 km².
Đô thị Montano Lucino có các frazioni (các đơn vị trực thuộc, chủ yếu là các làng) Cantalupo, Cima, Crignola, Dosso, Grisonno, Lucino, và Montano.
Montano Lucino giáp các đô thị: Cavallasca, Como, Gironico, Grandate, San Fermo della Battaglia, Villa Guardia.